# Velijašnica
Velijašnica (cyr. Велијашница) – wieś w Bośni i Hercegowinie, w Republice Serbskiej, w gminie Ribnik. W 2013 roku liczyła 210 mieszkańców.